# Fabada
Fabada (pomeni fižolovo v asturijščini) je narodna jed v Asturiji, v Severni Španiji. Je običajna, pogosta jed na mizah v deželi. Vrsta fižolove juhe, ki jo skuhajo iz fižola (ali pasulja) ter značilne asturijske prekajene klobase chorizo (chorizu), krvavice morcille in drugih mesnih izdelkov.
Priljubljena je tudi v drugih pokrajinah Španije, zato jo imajo za eno osnovnih jedi španske gastronomije. Ker v visoki meri vsebuje kalorije in maščobe, ima še danes pomembno vlogo pri kosilu.
V Astruji so že verjetno v 16. stoletju jedli fabado, prve pisne omembe te jedi pa so znane šele iz 19. stoletja. Raziskovalci in zgodovinarji menijo, da se je sedanji recept fabade izoblikoval v 18. stoletju. Možno, da je nastala fabada pod vplivom francoske kuhinje (v Franciji imajo zelo podobno jed, ki se imenuje cassoulet). V Tampi na Floridi (ZDA) ima fabada posebne različice, kjer so se naselili asturijski izseljenci. V Kolumbiji jo je posvojila kreolska kuhinja, kjer se imenuje bandeja paisa ter jo skuhajo iz svinjske noge, rdečega fižola, jajca na oko, riža in avokadovca.
Ni težko skuhati fabado, vendar je nujno paziti na soljenje mesa in ne smemo je skuhati pri močnem ognju. Osnovna sestavina je navadni beli fižol (asturijsko frexolera blanca), ki ga je treba nekaj ur namočiti. Mesni izdelki, ki jih lahko uporabijo pri fabadi: chorizzo, slanina, morcilla, gnjat, svinjski kare, svinjsko uho ali svinjski rep. Dodajo ji še žafran, da bo imela lepo rumeno barvo, in značilne dišave ter lovor. Kuhanje lahko traja več ur.
Asturijci menijo, da je najboljša tista fabada, ki jo postrežejo naslednji dan. V splošnem predlagajo ob fabadi piti kakšno alkoholno pijačo: nekateri predlagajo sidro (asturijski jabolčnik), drugi pa pivo ali vino.
Fabada je hranljiva, hkrati tudi močno napihuje zaradi fižola in prekajenega mesa. Kolikor povzroča želodčne težave, ne smemo uporabiti sodo bikarbono, ker lahko bomo imeli močno drisko.
V španskih trgovinah pogosto prodajajo fabado v konzervah.
V Gradu, v Severni Asturiji imajo od 2008 kuharsko tekmovanje Faba, kjer udeleženci kuhajo fabado.

## Slike
- Fabada iz pasulja
- Osnovna sestavina fabade: asturijski beli fižol
- Osnovna sestavina fabade: chorizo (chorizu)
- Druge sestavine: asturijske klobase in kare